# Ivankovskojereservoiret
Ivankovskojereservoiret (russisk: Иваньковское водохранилище, tr. Ivankovskoje vodokhranilisjtje, også kaldt Московское море, tr. Moskovskoje more; dansk: ~ Moskvas hav) er et vandkraftsreservoir på Volgafloden, dannet af Ivankovo vandkraftværkets dæmning. Reservoiret ligger i Moskva oblast og Tver oblast. Reservoiret er forbundet med Moskva-floden gennem Moskvakanalen og er den vigtigste ferskvandskilde til byen Moskva.
Kraftværksdæmningen er beliggende i Dubna 120 km nord for Moskva. Konstruktionen blev udført samtidigt med Moskvakanalen blev bygget fra 1933 til 1937. Den maksimale volumen af reservoiret er 1.120 millioner m³ vand og dækker et område på 327 km².
Vandkraftværk er udstyret med kaplan-turbiner med en maksimal kapacitet på 30 MW. Den gennemsnitlige årlige produktion er 89 millioner kWh, med 194 millioner kWh i 2004.

## Galleri
- Ivankovo vandkraftværkets dæmning